# Terizidone
Terizidone è un derivato della cicloserina: contiene infatti due molecole di cicloserina unite l'una all'altra da un ponte di teriftaldeide. Grazie al suo spettro d'azione è stato utilizzato nel trattamento delle infezioni delle vie urinarie e della tubercolosi polmonare ed extra polmonare, come farmaco di seconda scelta.

## Chimica
Il composto sipresenta come una polvere di colore bianco o crema chiaro, inodore. È praticamente insolubile in alcol, nel cloroformio, nel benzene, nell'etere. È molto poco solubile in acqua e solubile, con parziale idrolisi, nelle soluzioni acquose alcaline.

## Farmacodinamica
L'antibiotico, dopo somministrazione orale, raggiunge rapidamente elevate concentrazioni sia ematiche che urinarie ed è attivo sia in ambiente acido che alcalino.

Agisce grazie al blocco della sintesi della parete cellulare inibendo in modo competitivo due enzimi, l'alanina racemasi e la D-alanina ligasi. L'inibizione comporta il blocco della formazione del peptidoglicano, composto fondamentale per la sintesi della parete cellulare. Rispetto alla cicloserina, di cui ricalca l'azione, la molecola è dotata di azione più duratura. 
Il terizidone presenta inoltre attività batteriostatica verso il Mycobacterium tuberculosis (MIC di 15-30 µg/ml) paragonabile a quella della cicloserina ed è stato utilizzato in passato come antitubercolare. Risulta attivo anche contro Mycobacterium Avium.

## Farmacocinetica
A seguito di somministrazione per via orale terizidone è rapidamente e pressoché completamente assorbito dal tratto gastroenterico.La concentrazione plasmatiche massima (Cmax) viene raggiunta entro 2-4 ore dall'assunzione. La molecola si distribuisce con facilità nei fluidi e nei tessuti corporei. L'emivita è decisamente maggiore rispetto a quella della cicloserina, ed è più prolungata negli anziani. Il composto viene eliminato lentamente dall'organismo attraverso l'emuntorio renale, specialmente per filtrazione glomerulare.

## Usi clinici
Terizidone, in alcuni paesi asiatici ed africani, è ancora oggi raccomandato per la tubercolosi sia polmonare 
che extrapolmonare in ceppi resistenti di Mycobacterium avium o tuberculoisis, non in monoterapia, ma in associazione ad altri principi attivi.
In considerazione delle alte concentrazioni che raggiunge nelle urine la molecola è un'ottima scelta per la tubercolosi urogenitale.

Il farmaco viene pure impiegato nelle affezioni acute e croniche dell'apparato urinario (pieliti, cistiti, pielonefriti, uretriti, prostatiti) e nella profilassi antibatterica prima di interventi chirurgici o di manovre endoscopiche a livello del tratto urinario.

## Dosi Terapeutiche
In molti paesi è disponibile in capsule di gelatina dura da 250 mg ciascuna. La dose ottimale nei soggetti adulti è di 15–20 mg/kg peso corporeo al giorno, suddivisa in tre o quattro dosi. In caso di infezione delle vie urinarie terizidone viene somministrato sempre per via orale, alle dosi di 250– 300 mg ogni 8 ore (nei casi più gravi ogni 6 ore) a stomaco pieno. La terapia deve durare almeno una settimana. La dose massima raccomandata è di 1-1,2 g al giorno.

## Effetti collaterali e indesiderati
Nel corso del trattamento sono stati riportati diversi effetti collaterali tra cui alcuni disturbi gastrointestinali, diminuzione dell'appetito, nausea, vomito ed altri di tipo nervoso, vertigine, cefalea, tremore, insonnia, confusione mentale, sindrome depressiva, convulsioni.
L'effetto avverso più serio e pericoloso è rappresentato da un incremento della tendenza al suicidio.
Sono stati anche segnalati altri disturbi quali reazioni da ipersensibilità, orticaria, rash cutaneo, dermatite allergica.

## Controindicazioni
Terizidone è controindicato in caso di ipersensibilità nota al principio attivo oppure alla cicloserina, così come ad uno qualsiasi degli eccipienti contenuti nella formulazione farmacologica. È inoltre controindicato in caso di grave insufficienza epatica o renale. Terizidone aumenta l'attivazione della formazione reticolare del tronco cerebrale, intensificando gli stimoli ascendenti verso la stessa, ma in misura inferiore rispetto alla cicloserina, abbassando la soglia convulsivante. Per questo motivo l'antibiotico deve essere somministrato con cautela nei soggetti epilettici.
La gravidanza e la prima infanzia rappresentano delle controindicazioni relative: in queste evenienze deve essere somministrato solo in caso di effettiva necessità, dopo aver attentamente valutato il rapporto rischio-beneficio.